# بوسيدا ضيق الأوراق
بوسيدا ضيق الأوراق (الاسم العلمي:Bucida angustifolia) هو نوع غير مؤكد من النباتات يتبع جنس البوسيدا من الفصيلة القمبريطية.